# Оффенштейн, Кристоф
Кристоф Оффенштейн  (фр. Christophe Offenstein; род. 1962, Фонтене-о-Роз, Франция) — французский кинооператор. Лауреат премии «Сезар» за лучшую операторскую работу.

## Биография
Кристоф Оффенштейн родился в марте 1962 года в Фонтене-о-Роз (департамент О-де-Сен в Франции). Карьеру в кино он начинал, работая электриком и осветителем, потом как оператор и, наконец, кинорежиссёр.
Кристоф Оффенштейн постоянно сотрудничает с такими режиссёрами, как Гийом Кане, Жан-Полем Рувом и Гийомом Никлу.
В 2007 году Кристоф Оффенштейн впервые был номинирован на кинопремию «Сезар» за лучшую операторскую работу в фильме Гийома Кане «Не говори никому», который получил среди прочего награду за лучшую режиссуру. В 2016 году Оффенштейн получил «Сезар» как «Лучший оператор» ленты Гийома Никлу «Долина любви».

## Частичная фильмография
- 2002: Как скажешь / Mon idole
- 2004: Этим вечером / À ce soir
- 2006: Не говори никому / Ne le dis à personne
- 2007: Ключ / La Clef
- 2010: Студентка по вызову / Mes chères études
- 2010: Маленькие секреты / Les Petits Mouchoirs
- 2011: И куда мы теперь? / Et maintenant, on va où?
- 2013: Кровные узы / Blood Ties
- 2013: Одиночка / En solitaire (реж.)
- 2015: Долина любви / Valley of Love
- 2016: Конец / The End